# Stefan Konarske
 (février 2020).
Stefan Konarske, né le 28 février 1980 à Stade, est un acteur allemand.

## Biographie
Konarske étudie à Paris avant de retourner en Allemagne où il fait ses débuts en tant que jeune acteur dans une compagnie privée du théâtre de Hambourg. Puis il fréquente l'Académie des arts dramatiques Ernst Busch. En 2006, il obtient  un diplôme avec mention après quatre années d'étude. Pendant ses études, il apparaît dans le rôle principal, Baal, dans la pièce de théâtre éponyme de Bertolt Brecht. Dans la saison théâtrale de 2006-2007, il débute aussi au  Deutsches Theater dans le rôle d'Oreste dans la pièce Drei Sterne suchen einen Koch réalisée par Michael Thalheimer.
pour ce rôle, il est nommé "Jeune Acteur de l'année 2007" par le magazine Theater. Ensuite il est membre de l'équipe du Deutsche Theater Berlin dans l'adaptation télévisée de 2008 de la pièce Werther dans le rôle principal. Cette pièce est diffusée sur la chaîne ZDF. Pour ce rôle, il est nommé "Meilleur jeune Acteur - film télévisé" lors des "Undine Awards" en Autriche.
Konarske apparaît dans un grand nombre de films, de courts métrages, de séries télévisées et de pièces de théâtre, notamment entre 2012 et 2017 dans le personnage de Daniel Kossik, dans la série policière allemande Tatort, et dans des films comme Valérian et la Cité des mille planètes et comme Friedrich Engels dans le film Le Jeune Karl Marx sorti en 2017.

## Filmographie
- 2002 : Stahlnetz : Ausgelöscht de Manfred Stelzer
- 2004 : NVA de Leander Haußmann
- 2005 : Les Enragés (Knallhart) de Detlev Buck
- 2005 : Tatort : Marathon de Edward Berger
- 2006 : Armee der Stille – La isla bonita de Roland Lang
- 2006 : Brennendes Herz de Manfred Stelzer
- 2006 : Der Engel heut Nacht de Tim Moeck
- 2006 : Le Dernier Témoin de Bernhard Stephan
- 2006 : Eine unmögliche Familie de Vivian Naefe
- 2006 : Fünf sechs Mal de Stefan Schaller
- 2007 : Une jeunesse berlinoise (Das Wunder von Berlin) de Roland Suso Richter
- 2007 : Meine fremde Tochter de Manfred Stelzer
- 2007 : Anfänger de Nicolas Wackerbarth
- 2008 : Was Ihr wollt de Andreas Morell
- 2008 : Werther de Uwe Janson
- 2009 : Ausflug de Florian Röser
- 2009 : Tatort : Borowski und die Sterne de Angelina Maccarone
- 2009 : Das Duo: Mordbier de Markus Imboden
- 2009 : Same Same but Different de Detlev Buck
- 2010 : Tatort : Heimwärts de Johannes Grieser
- 2010 : Der Dicke: Das dicke Ende de Thomas Jauch
- 2011 : Tatort : Im Abseits de Uwe Janson
- 2011 : Flaschendrehen de Nico Zingelmann
- 2011 : Sprich mit! de Sergej Moya
- 2012 : Un cas pour deux - Sport extrême : Nick Barnikol (saison 31, épisode 7)
- 2012 : Der Dicke: Das dicke Ende de Thorsten Näter
- 2012 : Tatort : Alter Ego de Thomas Jauch
- 2012 : Tatort : Mein Revier de Thomas Jauch
- 2013 : Tatort : Eine andere Welt de Andreas Herzog
- 2013 : Fünf Freunde 2
- 2014 : Tatort : Auf ewig Dein de Dror Zahavi
- 2014 : Alles muss raus – Eine Familie rechnet ab
- 2014 : Un village français: Kruger
- 2015 : Démons de Marcial Di Fonzo Bo (téléfilm) : Tomas
- 2017 : Valérian et la Cité des mille planètes de Luc Besson : Capitaine Zito
- 2017 : Le Jeune Karl Marx de Raoul Peck
- 2018 : Victor Hugo, ennemi d’État de Jean-Marc Moutout (TV)
- 2018 : Das Boot d'Andreas Prochaska (TV) : Ulrich Wrangel
- 2018 : Mon frère s'appelle Robert et c'est un idiot de Philip Gröning : Adolf

## Théâtre
- 2006–2008 : Drei Sterne suchen einen Koch d'Ivan Panteleev, mise en scène par Ivan Panteleev, au Deutschen Theater, Berlin : Stefan
- 2006–2009 : Orestie d'Aischylos, mise en scène par Michael Thalheimer, au Deutschen Theater, Berlin : Oreste
- 2007 : Ödipus, Tyrann de Sophocle, mise en scène par Matthias Hartmann, au Schauspielhaus Zürich : Ödipus
- 2007–2009 : Anatomie Titus Fall of Rome d'après William Shakespeare, adapté par Heiner Müller, mise en scène par Dimiter Gotscheff, au Deutschen Theater, Berlin
- 2008 : Was Ihr wollt de William Shakespeare, mise en scène par Michael Thalheimer, au Deutschen Theater, Berlin : Viola
- 2009–2010 : Professor Unrat d'Heinrich Mann, mise en scène par Sebastian Baumgarten, au Maxim Gorki Theater, Berlin : Lohmann
- 2010 : Combat de nègre et de chiens, Bernard-Marie Koltès, mise en scène Michael Thalheimer, La Colline - théâtre national, Paris.
- 2011– : Eyjafjallajökull-Tam-Tam d'Helmut Krausser, mise en scène Robert Lehniger, au Residenztheater Munich : Zeus
- 2011– : Gyges und sein Ring de Friedrich Hebbel, am Residenztheater Munich : Gyges
- 2012- : Der Revisor de Nikolai Gogol, mise en scène  Herbert Fritsch, au Residenztheater München : Ossip
- 2014 : La Mission, Heiner Müller, mise en scène Michael Thalheimer, La Colline - théâtre national, Paris.